# Мапуче
Мапуче (мап. Mapuche, дос. «люди землі» [mɑˈput͡ʃe]) — найчисельніша група індіанців у Південній Америці, на території Аргентини і Чилі. Іспанці називали їх арауканами. Вони — одне з кількох індіанських племен, яких не скорила іспанська корона і які зберегли майже незмінні звичаї. Мапуче — люди, яким вдалося захистити свою культуру.

## Історія

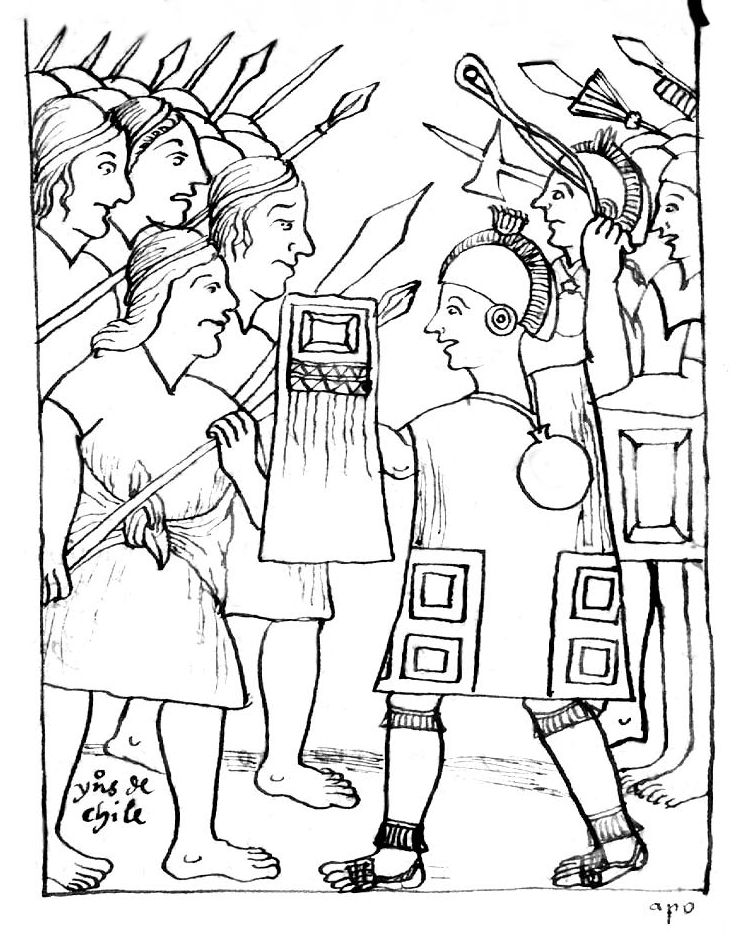
Малюнок Гуамана Пома, що зображує протистояння мапуче (ліворуч) та інків (праворуч)

Люди мапуче були першими жителями половини області Еода, відомої як Чилі та Аргентина. До XVI ст. населяли Центральне Чилі, займалися полюванням на гуанако (лам), одомашнювали їх. Інки, у період своїх великих завоювань, не раз намагалися поневолити цей волелюбний народ, але безуспішно: мапуче вистояли, за що були прозвані аука — «вороги» (звідси пішла європеїзована назва араукани).
Мапуче відомі своєю 350-річною боротьбою проти іспанської мови й пізніше проти чилійського домінування. Щоб чинити опір іспанцям у шістнадцятому, сімнадцятому й вісімнадцятому сторіччях, мапуче реорганізували свій традиційний спосіб життя. Широко відокремлені села сформували військові, політичні та економічні союзи; воїни мапуче вчилися використовувати коня проти іспанців; лідери мапуче, такі як Лаутаро, проявили себе як інноваційні та ефективні стратеги. Були підкорені лише в 1883 році. Унаслідок колоніальних воєн були позбавлені земель.
Нині живуть у резерваціях у південній частині Центрального Чилі, займаються скотарством і частково землеробством. Частина працює як наймана робоча сила.
Нині ситуація з мапуче в Чилі все ще вразлива. Чилі — класове суспільство, де мапуче належать до найнижчого класу. Протягом всієї історії держава й церква прагнули асимілювати мапуче в чилійському суспільстві. Протягом ери Піночета вся земля мапуче була приватизована й у великій мірі розпродана багатим власникам та іноземцям. Піночет також ввів нові закони, які оголосили, що не було «жодних корінних жителів у Чилі, крім чилійців». Втрата великої кількості земель змусила їх переселятися у великі міста. Мапуче, які переїжджають у міста, швидко забувають свою культуру, щоб бути в змозі отримати місце в суспільстві. Вони стикаються з труднощами в отриманні робочих місць, освіти і отримують меншу зарплатню, ніж чилійські колеги. Це звичайне явище, що змушує їх змінити назву мапуче на чилійця й уникнути передавання мапуче дітям, щоб отримати шанс піднятися по соціальній драбині.
З 1990-х років виник конфлікт у мапуче Чилі з групою фермерів і підприємців на землях, які є їх вотчиною. Тоді ж мапуче розпочали кампанію з поверненню земель предків, яка часом набула насильницькі форми. Протести набували різних форм: від маршів, голодувань, заняття громадських будівель до блокування доріг, захоплень спірних земель, підпалів і псування машин та устаткування. У 2013 році спеціальний доповідач ООН із захисту прав людини та боротьби з тероризмом Бен Еммерсон засудив використання в Чилі антитерористичного законодавства проти мапуче.

## Демографія
Чисельність мапуче становить понад 2 000 000 осіб (1,3 млн. — в Чилі, 800 тис. осіб — в Аргетинтині). Більшість населяє Центральні рівнини Чилі, на південь від річки Біобіо, становить 9 % населення Чилі. Менша група живе в провінції Неукьєн, західно-центральна Аргентина. Історично відомі як аракуани, мапуче були однією з трьох груп — пікуче, мапуче, хуліче — ідентифікованих іспанськими етнографами. Всі аракуани тепер ідентифікують себе як мапуче. Вони складають всебічну етнічну приналежність, складену з різних груп, які розділили загальну соціальну, релігійну й економічну структуру, так само як загальну лінгвістичну спадщину.

## Характер
Різні соціологічні дослідження підтверджують, що розумові здатності аборигенів знаходяться на високому рівні, саме тому вони досягли виняткової пристосовності до навколишнього середовища. У цьому вони виявили особливої гостроти сприйняття й неординарні творчі здібності.
Пам'ять мапуче належить до типу зорово-моторної. Вона включає три види зорового запам'ятовування: форми, кольору, руху. Індіанець зберігає в пам'яті безліч образів, що служить основою незвичайного почуття місця. Здатність мапуче орієнтуватися дивовижна. Навіть похмурої ночі при майже повній відсутності видимості мапуче міг впевнено рухатися, ніколи не втрачаючи напрямки, будь це на землі або на воді. Не існувало перешкод, які б завадили йому прийти до мети.
Вразливість мапуче сприяла збереженню жорстких і твердих рис характеру. Вони завжди були готові до відбиття нападу. Тому зовні індіанець замкнутий, холоднокровний. Мапуче — фаталіст, звідси його презирство до смерті. Він завжди стриманий і вкрай рідко й скупо проявляє емоції, при будь-яких обставинах вміє володіти собою. Хвилювання, збудження майже не відображаються на обличчі мапуче. Але за маскою спокою може ховатися і глибока ненависть, і стримуване бажання помститися, свідками чого не раз були вороги. Мапуче підозрілі, тому дружні зв'язки існують лише між спорідненими групами, бо ніхто не впевнений у щирості чужинців.

## Мова
Мова арауканів — арауканська (мапудунґун) становить окрему мовну сім'ю. Основна мова мапуче носить назву «чилінго». «Чилінго» досить стабільний, діалектні відмінності не заважають взаєморозумінню між групами. У колишні часи розрізнялися діалекти: «пікунче» — в Аконкагуа на півночі, «мапуче» — від річки Каутин і «вілліче» — на південь до Релокаві, «пуельче» — в гірській андській зоні, «молуче» — в районі Біобіо, «лафкенче» — на узбережжі і «чилоте», або «Кунка», — на островах Чілое, ближче до Аргентини — «ранкель», «талует», «пампа» і «дівіет». В основному йдеться про фонетичні відмінності. Існують і граматичні, але вони не зачіпають серйозно структуру мови в цілому.
Мова мапуче аглютинуюча і полісинтетична. Просте додавання до основи додаткових елементів змінює його граматичне і лексичне значення. Синтетичний характер цієї мови іноді виявляється настільки сильно, що в одному слові може полягати зміст цілої фрази. Тому її граматика в цьому сенсі проста і легко піддається аналізу.
Завдяки своїй гнучкості мова мапуче справила значний вплив на інші мови і навіть потіснила мови деяких народів, що жили по сусідству. Так, наприклад, народ теуельче використовує лексику мови мапуче. У мові теуе (Аргентина) також помітно характерний вплив мови мапуче. Теж саме з мовами племен чоно, пате і пойа, що несуть на островах Чилое і на берегах озера Науельуапі. Мова чеченет також, хоча меншою мірою, відчула на собі вплив мови мапуче. Топоніміка мапуче зустрічається на околиці Буенос-Айреса. Мова мапуче вплинула на нині зниклі мови уарпе в аргентинській провінції Сан-Хуан і мількайак в Мендосі (також Аргентина).

## Політично-соціальний устрій
У соціально-політичному плані тогочасні мапуче перебували на рівні передцивілізаційних вождівств, якими керували виборні вожді-лонко. Їм приписували магічну владу, завдяки чому їх сліпо слухали. Ці характерні риси мапуче збереглися досі, і ніякі процеси окультурення не в змозі перешкодити їх прояву.
Соціальною основою була велика громада — рєуе (до 3 тис. осіб). Декілька рєуе утворювали об'єднання — уічанмапу (існувало 5 основних уічанмапу). На чолі уічанпан стояв апоульмен. Це був вид державного об'єднання, у якому рішення приймалися на «асамблеях», як, наприклад, у разі вторгнення іспанців. Виконувалися ж рішення одноосібно — вождем, що обирався на раді ульменів (старійшин). До ради старійшин мали право входити особи, що досягли 60 років. Рєуе складалися з невеличких груп родинного характеру (каві), які очолював іналонко (молодший вождь). 1 рєуе складали 5-8 каві.
У сімейних стосунках з давніх-давен існувало патріархальне суспільство.

## Військо
Регулярного війська не було, але під час війни кожен чоловік вважав своїм священним обов'язком стати кона (вояком) і вступити до всенародного ополчення, щоб захищати свою землю та спосіб життя. На цей період для організації опору агресорові обирали воєнного вождя (токі), якому вручали, як символ влади, плаский камінь на шию. І хоча військове озброєння кона не було досконалим (лук і стріли, спис, палиця-макана, булава, праща, ласо, болеадорес), здолати войовничих мапуче було справою нелегкою, у чому швидко переконалися інки й іспанці.

## Закони
Мапуче не мали писаних законів: їх заступало звичаєве право (адмапу). Найсуворіші покарання передбачалися за зраду, вбивство, перелюб, крадіжку, порушення спокою роду і неповагу до богів. Судочинство здійснював особисто лонко племені, а громадський порядок підтримувався звичаєм кровної помсти та системою покарань за принципом таліону («око за око, зуб за зуб»).

## Господарство
Традиційна економіка мапуче заснована на сільському господарстві. Земля має для них священне, надприродне значення, і тому не може бути в приватній власності — вона вважається спільною для всього племені. На базі цієї ідеї існує традиція спільної праці та взаємної допомоги.
Вирощували 8—9 сортів маїсу, 14 сортів бобових, кіноа, кілька сортів картоплі, земляний горіх, стручковий перець капі, житоподібне манго, чилійський овес тека, «чилійський ячмінь» екен, квасоля, гарбуз тощо, розводили лам заради м'яса, вовни й кізяків. Основним сільськогосподарським знаряддям праці слугувала загострена метрова палиця (гуалато), якою робили отвори в ґрунті для висаджування посівного матеріалу.
У ході контактів з іспанцями навчилися вирощувати пшеницю і ячмінь, коноплі та льон, розбили в межиріччі Копьяпо і Біобіо чудові виноградники. Тоді у мапуче з'явилося багатогалузеве скотарство (коні й віслюки, свині, кури, вівці, корови, кози). Арауканські сади рясніли горіхами, грушами, персиками, сливами, айвою, черешнями й оливами, цитрусовими та мигдалем. На місцевих баштанах вирощували першокласні кавуни й дині.
Допоміжну роль у господарстві виконували рибальство (річково-озерне й океанічне), збиральництво (пташині яйця, плоди, гриби, їстівні водорості, трави і ягоди) та полювання за допомогою приручених собак (олені, пуми, вікуньї та гуанако), а також в обмежених масштабах — птахівництво (одомашнювали курей трінтре й кольєнку та качок кетру).
Виготовляли одяг з дещо грубуватої вовняної тканини, а також простий дерев'яний та глиняний посуд.
Велике значення відводиться дому, зазвичай з дерева, де сім'я проводить день. Мешкали у глинобитних тростинно-дерев'яних халупах з конічним дахом (рука).

## Культура
Культуру мапуче можна охарактеризувати глибокою прихильністю до землі і навколишньої природи (їх самоназва — мапуче — перекладається як «народ землі»). Фольклор мапуче теж відносно багатий: є навіть традиційні музичні інструменти (трутрука і култрун), які використовуються в ритуальних церемоніях разом з характерними співами і танцями.

### Писемність
Мапуче не мали власної писемності, але використовували для фіксування інформації мнемонічну систему прон — аналог кіпу народів Анд, насамперед інків.

### Одяг
Одяг не вирізнявся особливою витонченістю: чоловіки носили вовняні плаші-пончо та штани-ч/ріпу, жінки — довгі туніки темно-синього кольору з обрізом під правою рукою та застібкою на лівому плечі.

### Вірування
Головна в космології мапуче ідея названого творця, що втілений в чотирьох різних компонентах. Є також поняття різних світів, таких як Вену Мапу і Миче Мапу. Крім того, космологія мапуче оточена складними поняттями алкоголю, який співіснує з людьми і тваринами в світі природи і щоденні обставини можуть продиктувати духовні методи. Найвідоміша церемонія мапуче — «енджілатун», яка вільно перекладається як «щоб молитися» або «загальна молитва». Ці церемонії часто — головні комунальні події, які мають надзвичайну духовну і соціальну значимість. Є також багато інших різних церемоній, які не всі є відкритими для громадської або комунальної участі, а іноді обмежені сім'єю. У мапуче також мають великі значення священні камені і священні тварини.

### Спорт
Збереглися в них і традиційна кухня та види спорту. Найбільш популярною грою в мапуче була і залишається «Чуека». Для неї використовується палиця у вигляді ключки, закруглена на одному кінці, якою вдаряють по дерев'яній кулі діаметром близько 5 см. Довжина палиці — до 180 см. Гравці утворюють дві команди і стають у рядок від 5 до 20 осіб. Майданчик для гри завдовжки 200—500 метрів і завширшки 50 метрів повинен бути дуже рівним. У центрі майданчика робиться невелике, у декілька сантиметрів, поглиблення, куди кладуть кулю. Перемагає та команда, яка робить більшу кількість передач на майданчик супротивника і більше разів «бере» ворота.
У грі «пілматун» застосовується куля з дерева («pilma»), дуже легкого, пористого. Для гри утворюється коло діаметром 10 метрів, у якому розміщуються від 8 до 10 юнаків. Кожна команда складається з 4-5 гравців. У пілматуні можуть взяти участь і жінки. Гра полягає в киданні м'яча руками в супротивника. Той, у кого потрапив м'яч, з гри вибуває.
Частою раніше була боротьба «лонкотун». У ній беруть участь двоє молодиків. Судить касік, відомий особливою неупередженістю. Зайнявши позицію один проти одного на відстані кількох метрів, за сигналом касіка борці намагаються схопити один одного за волосся і пригнути голову супротивника до землі.

## Інтернет-ресурси
- Mapuche International Link official website
- Mapuche-nation.org
- Rehue Foundation in Netherland
- Mapulink website
- Mapuche Health
- Website of the Kingdom of Araucania and Patagonia